# Aphengoecus multiserratus
Aphengoecus multiserratus är en skalbaggsart som beskrevs av Clarke H. Scholtz och Henry Fuller Howden 1987. Aphengoecus multiserratus ingår i släktet Aphengoecus och familjen bladhorningar. Inga underarter finns listade i Catalogue of Life.